# Actinotia perspicillaris
Actinotia perspicillaris là một loài bướm đêm trong họ Noctuidae.